# كاني اله سيدة (بهي دهبكري)
کاني اله سیدة (بالفارسية: کانی‌اله‌سیده) هي قرية تقع في إيران في قسم بهي دهبکري الريفي. يقدر عدد سكانها بـ 71 نسمة بحسب إحصاء 2016.